# Escudo de Burgos

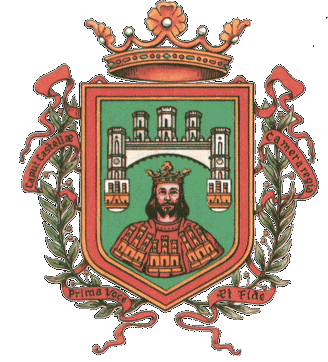
Escudo de la ciudad de Burgos

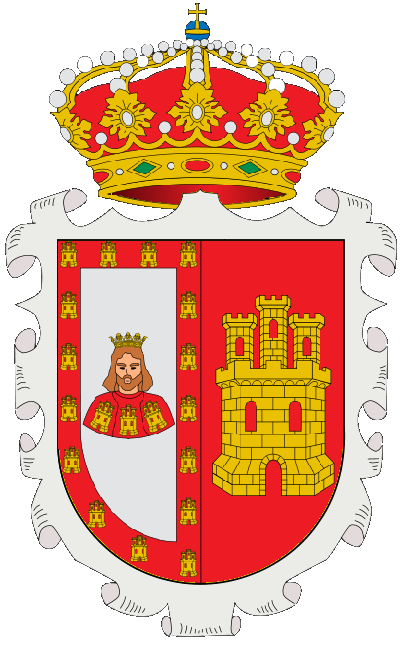
Escudo de la provincia de Burgos

El escudo de la ciudad de Burgos posee la siguiente descripción heráldica:
En un campo de sínople (verde), el busto de Fernando III coronado de oro, el rostro de carnación y pelo de sable, vestido con manto de púrpura cargado con tres castillos de oro; el rey acompañado en su diestra y siniestra por dos escudetes de plata con castillos de oro, surmontados por un arco con barbacana de puerta de muralla rodeado de dos torreones, de plata, con tres torres, más alta la central y mamposteado de sable (negro); filiera de gules (rojo) con bordes de oro.
El todo rodeado por una corona de laurel, de sínople, afrutada de gules y encintada del mismo esmalte (color).
Al timbre, una corona real antigua, abierta, compuesta por un círculo de oro engastado de piedras preciosas que sostiene cuatro florones, visibles tres, interpolados de perlas.
El busto del monarca denominado en algunas crónicas "Caput Castellae" indica que Burgos pudo ser considerada en la práctica sede de la Corte Castellana a pesar de que esta fue itinerante. Este símbolo aparece documentado ya en el año 1259.
Los tres castillos representados en el manto simbolizan los de Lara, Muñó y Cellorigo que estuvieron sujetos a la jurisdicción de la ciudad.
El arco de puerta de muralla con torres representa las fortificaciones castellanas que dieron nombre al Reino de Castilla.

## Escudo de la provincia de Burgos
El escudo de la provincia de Burgos consiste en un escudo partido:
- en la primera partición, en campo de plata, medio cuerpo de rey coronado de oro con corona abierta, rostro de carnación y con dalmática de gules cargada con tres castillos de oro; bordura de gules cargada con dieciséis castillos de oro;
- en la segunda, de gules, un castillo de oro, mazonado de sable, con puerta y ventanas abiertas.

Al timbre corona real cerrada que es un círculo de oro, engastado de piedras preciosas, compuesta de ocho florones de hojas de acanto, visible cinco, interpoladas de perlas y de cuyas hojas salen sendas diademas sumadas de perlas, que convergen en el mundo de azur, con el semimeridiano y el ecuador en oro, sumado de cruz de oro. La corona forrada de gules o rojo.
El cuerpo del rey y la bordura han sido adoptados del escudo de la ciudad de Burgos y el castillo de oro en campo de gules es el blasón parlante del Reino de Castilla del que Burgos era la cabeza (Caput Castellae) y Cámara regia.
El escudo provincial fue aprobado por el pleno de la Diputación Provincial de Burgos el 9 de noviembre de 1877.
Tradicionalmente el escudo provincial ha estado timbrado con una corona real antigua, abierta y esta aparece con mucha frecuencia pero la heráldica oficial (la Diputación Provincial de Burgos) emplea la corona real cerrada desde el reinado de Juan Carlos I.